# Зеев Хаймович
Зеев Хаймович (івр. זאב חיימוביץ; нар. 7 квітня 1983, Нетанья, Ізраїль) — ізраїльський футболіст, захисник.

## Ранні роки
Народився в місті Нетанья. Батько Зеева родом із Закарпаття, мати з Одеси, репатріювалися у 1973 році. Завдяки бабусі та дідусеві, які більше за інших у родині розмовляли російською, Зеев непогано освоїв вище вказану мову.

## Клубна кар'єра
Вихованець клубу «Бейтар Нес Тубрук» із міста Нетанья. Професіональну кар'єру розпочав 2001 року в клубі «Хапоель» з міста Раанана, у складі якого виступав до 2004 року, провів за цей час 74 матчі та забивши 2 м'ячі. З 2004 до 2007 року грав у складі «Хапоеля» з міста Петах-Тіква, провів 86 матчів, відзначився 1-м голом. Потім перейшов до клубу «Бней Єгуда» з Тель-Авіва, провів у його складі 33 матчі, після чого продовжив кар'єру у «Маккабі» з рідної Нетанії. За «Маккабі» зіграв 16 матчів, відзначився 1-м голом. У серпні 2009 року переїхав до Росії, до грозненського «Терека», з яким уклав трирічний контракт, сума трансферу склала 400 000 $. Став лише другим ізраїльським гравцем, який виступав у Прем'єр-лізі Росії У складі «Терека» дебютував 9 серпня, у матчі 17-го туру проти московського «Динамо». У січні 2012 року виставлений клубом на трансфер.
18 липня 2012 року повернувся до Ізраїлю, де підписавши 2-річний контракт з «Хапоелем» (Тель-Авів). 11 серпня 2012 року дебютував за команду в поєдинку Кубку Тото проти «Маккабі» (Нетанья). Хаймович не зміг закріпитися в основі команді, а в січневе трансферне вікно 2013 року відданий в оренду до кінця сезону в «Хапоель» (Рамат-Ган). Зеев не зміг допомогти команді уникнути вильоту до Національної ліги, але в кінці сезону виграв з командою Кубок Ізраїлю, вийшов на поле в стартовому складі в фінальному поєдинку, в якій команда перемогла у серії пенальті Кір'ят-Шмону з рахунком 4:2. Потім повернувся до «Хапоель» (Тель-Авів). Навіть у сезоні 2013/14 років не зміг закріпитися в основі, через що зіграв лише в чотирьох матчах.
17 липня 2014 року підписав на один сезон контракт з «Бейтаром» (Єрусалим). Дебютував у новому клубі 13 серпня 2014 року, в програвному (1:2) поєдинку Кубку Тото проти «Хапоеля» (Петах-Тіква), і в цій же грі відзначився дебютним м'ячем. У Прем'єр-лізі провів 24 матчі в цьому сезоні, а по його завершенні залишив команду.
18 серпня 2015 року повернувся в «Маккабі» (Нетанія) та підписав контракт на один сезон у клубі. Загалом у цьому сезоні провів сім матчів, наприкінці якого команда вилетіла до Національної ліги, а Хаймович завершив футбольну кар'єру.

## Кар'єра в збірній
З 1998 по 2000 рік зіграв 19 матчів та відзначився 1-м голом у складі юнацької збірної Ізраїлю (U-16), у 2001 році зіграв 1 матч за юнацьку збірну країни (U-19). З 2004 до 2005 року захищав кольори молодіжної збірної. У всіх юнацьких та молодіжних збірних Зеев був капітаном.  
Єдиний раз виходив на поле у футболці національної збірно Ізраїлю 17 жовтня 2007 року, в переможному (2:1) товариському поєдинку проти Білорусі.

## Досягнення
«Хапоель» (Петах-Тіква)
- Кубок Тото
  -  Володар (1): 2004/05

«Хапоель» (Рамат-Ган)
- Кубок Ізраїлю
  -  Володар (1): 2012/13